# Apple A16
L'Apple A16 Bionic és un sistema basat en ARM de 64 bits en un xip (SoC) dissenyat per Apple Inc. i fabricat per TSMC. S'utilitza als iPhones 14 Pro i 14 Pro Max, i 15 i 15 Plus.

## Disseny
L'Apple A16 Bionic compta amb una CPU de sis nuclis de 64 bits dissenyada per Apple que implementa ARMv8.6-A (sense SM4 de v8.6, però amb HCX) amb dos nuclis "Everest" d'alt rendiment que funcionen a 3,46 GHz, i quatre nuclis "Sawtooth" energèticament eficients que funcionen a 2,02 GHz, amb un disseny similar al processador A15 de l'iPhone 14. Apple afirma que l'A16 és aproximadament un 40% més ràpid que la competència, i també té nous nuclis d'eficiència, amb el seu gran avantatge és que utilitzen un terç de la potència dels millors nuclis d'eficiència d'altres telèfons del mercat.
L'A16 conté 16.000 milions de transistors, un 6,7% més que el recompte de transistors de l'A15 de 15.000 milions. Inclou una unitat de processament neuronal (NPU) millorada amb 16 nuclis conegut com a "Apple Neural Engine", un nou processador de senyal d'imatge (ISP) amb capacitats de fotografia computacional millorades i un nou mòdul per gestionar funcions relacionades amb la pantalla que Apple anomena un "Motor de pantalla".
L'A16 té compatibilitat de codificació i descodificació de còdec de vídeo de maquinari per a HEVC, H.264 i ProRes.
Durant l'esdeveniment de llançament de l'iPhone 14, Apple va promocionar el xip A16 com el primer processador de 4 nm d'un telèfon intel·ligent. Tanmateix, una anàlisi de TechInsights va trobar que l'A16 va ser fabricat per TSMC en el seu procés N4P. "N4P", com s'anomena, és un procés de fabricació de 5 nm de facto que ofereix millores en rendiment, potència i densitat en comparació amb productes anteriors de la mateixa família de 5 nm: N5, N5P i N4.

## GPU i memòria
L'A16 integra una GPU de cinc nuclis dissenyada per Apple, que s'acobla amb un 50% més d'amplada de banda de memòria en comparació amb la GPU de l'A15.
La memòria de l'A16 s'ha actualitzat a LPDDR5 per obtenir una amplada de banda un 50% més gran i un motor neural de 16 nuclis un 7% més ràpid, capaç de fer 17 bilions d'operacions per segon (TOPS). En comparació, el motor neural de l'A15 era capaç de 15,8 TOPS. Totes les variants del SoC inclouen 6 GB de memòria. A diferència de les generacions anteriors de xips de la sèrie A d'Apple, l'A16 utilitza una versió vertical de l'embalatge A12X/M1 en lloc de la DRAM PoP tradicional. Aquest sistema es basa en un substrat de vidre epoxi amb DRAM muntada a un costat, A16 SoC a l'altre costat i, presumiblement, que passa pel vidre epoxi que connecta els dos. A causa de l'eliminació dels cables PoP, el consum d'energia de l'A16 per transacció de lectura/escriptura de DRAM s'ha reduït lleugerament.

## ISP i motor de visualització
El nou processador d'imatge (ISP) que es troba al xip A16 va millorar les seves capacitats de fotografia computacional. Va ser dissenyat per gestionar el sensor d'imatge de més alta resolució que es troba a l'iPhone 14 Pro, sent capaç de realitzar fins a 4 bilions d'operacions per foto.
El Display Engine és el primer a la sèrie A d'Apple. Permet un millor funcionament de la funció " sempre a la pantalla " i gestiona altres tasques com la freqüència de refresc d'1 Hz, la brillantor màxima més alta de la pantalla i tècniques d'anti-aliasing millorades que ajuden a suavitzar les vores aspres en la representació de gràfics i imatges. a les pantalles del dispositiu.

## Firmware
S'ha afegit un nou timbre d'arrencada i un timbre d'apagada, només disponibles en accessibilitat.

## Productes que inclouen l'Apple A16 Bionic
- iPhone 14 Pro i 14 Pro Max
- iPhone 15 i 15 Plus